# Che stai?
Che stai? è un sonetto composto da Ugo Foscolo in giovane età: fu pubblicato nel Nuovo Giornale dei Letterati di Pisa nella serie degli otto sonetti. Confluirà poi nelle Poesie di Ugo Foscolo, pubblicate prima presso Destefanis a Milano nell'aprile 1803, e poi per Agnello Nobile, sempre nella città lombarda, in agosto.

## Testo
Dove del tempo son le leggi rotte
Precipita, portando entro la notte
Quattro tuoi lustri, e obblio freddo li fascia.

Che se vita è l'orror, l'ira, e l'ambascia,
Troppo hai del viver tuo l'ore prodotte;
Or meglio vivi, e con fatiche dotte
A chi diratti antico esempi lascia.

Figlio infelice, e disperato amante,
E senza patria, a tutti aspro e a te stesso, 
Giovine d'anni e rugoso in sembiante,

Che stai? breve è la vita, e lunga è l'arte;
A chi altamente oprar non è concesso
Fama tentino almen libere carte.»

## Analisi
Il Sonetto XII ha funzione conclusiva del gruppo di sonetti e presenta una visione quasi apocalittica: alla fine del Settecento corrisponde anche la consumazione di tutto il tempo, un fallimento che può essere compensato solo con la poesia.
La figurazione della consumazione del tempo, che precipita nel venir meno delle leggi e che porta “obblio freddo”, è accompagnata da un’immagine di estrema vecchiezza: non è soltanto il secolo a consumarsi, ma anche Foscolo - “figlio infelice, e disperato amante, / e senza patria, a tutti aspro e a te stesso, / giovine d’anni e rugoso in sembiante”.
Il congedo, aperto dall’anafora della domanda “Che stai?”, non è - come ci si aspetterebbe - una esortazione ad agire, ma una massima universale: la vita è breve, a differenza dell’arte che dura a lungo, e chi non può agire eroicamente deve almeno cercare la gloria tramite le “libere carte”, cioè tramite la letteratura. Si tratta di una conclusione ortisiana, secondo cui la gloria è inaccessibile data l’impossibilità dell’azione, dando invece importanza alla letteratura, momento nel quale si sacralizza l’azione. La letteratura, nonostante abbia per oggetto qualcosa di irrealizzabile, ha una funzione di compensazione: il suo statuto è da un lato diminuito rispetto al classico binomio eroe/vate (non ci sono più eroi), ma dall’altro è aumentato perché è proprio esso adesso la via per la gloria. Con questa ambiguità si conclude il gruppo di dodici sonetti.